# Emmanuel Okombo
Emmanuel Okombo Wandera (* 29. November 1942 in Bungoma) ist ein kenianischer Geistlicher und emeritierter römisch-katholischer Bischof von Kericho.

## Leben
Emmanuel Okombo empfing am 30. November 1972 die Priesterweihe für das Bistum Kisumu. Er wurde am 27. April 1987 in den Klerus des Bistums Bungoma inkardiniert.
Papst Johannes Paul II. ernannte ihn am 22. März 2003 zum Bischof von Kericho. Die Bischofsweihe spendete ihm der Apostolische Nuntius in Kenia, Erzbischof Giovanni Tonucci, am 24. Mai desselben Jahres; Mitkonsekratoren waren Norman King’oo Wambua, Bischof von Bungoma, und Cornelius Kipng’eno Arap Korir, Bischof von Eldoret.
Papst Franziskus nahm am 14. Dezember 2019 seinen altersbedingten Rücktritt an.